# ALBA
ALBA hoặc ALBA-TCP, tên chính thức là Liên minh Bolivar vì nhân dân châu Mỹ của chúng ta, là một tổ chức quốc tế dựa trên ý tưởng về việc hội nhập kinh tế, chính trị và xã hội của các quốc gia Mỹ Latinh và vùng Caribe.

## Khái quát
Tổ chức ALBA khởi thủy do Venezuela và Cuba đề xướng vào năm 2004 căn cứ vào mô hình xã hội chủ nghĩa và dân chủ xã hội để hiệp nhất kinh tế khu vực bằng cách trao đổi hàng hóa dùng cách viện trợ hỗ tương để củng cố an sinh xã hội. Danh từ "Bolivar" rút từ ý tưởng của Simón Bolívar, lãnh tụ trong phong trào giành độc lập ở Nam Mỹ vào thế kỷ 19 muốn thống nhất nguyên cả các nước cựu thuộc địa của Tây Ban Nha thành một nước "Patria Grande". Tổ chức này có liên quan với các chính quyền dân chủ xã hội và xã hội chủ nghĩa và đây là một nỗ lực hội nhập kinh tế khu vực dựa trên một tầm nhìn về phúc lợi xã hội, trao đổi và viện trợ kinh tế lẫn nhau.
Tính đến năm 2014, tổ chức ALBA đã có 10 quốc gia thành viên, gồm: Antigua và Barbuda, Bolivia, Cuba, Dominica, Grenada, Nicaragua, Saint Kitts và Nevis, Saint Lucia, Saint Vincent và Grenadines và Venezuela. Năm 2012 Suriname tham dự dưới danh nghĩa "hội viên khách". Các quốc gia ALBA đang theo đuổi một tiến trình đưa vào lưu thông một đồng tiền khu vực mới, SUCRE. Nó được dự định là đồng tiền chung vào năm 2010 và cuối cùng sẽ là một loại tiền tệ mạnh. Vào ngày 6 tháng 7 năm 2010 Venezuela và Ecuador đã có thỏa thuận thương mại song phương đầu tiên giữa hai quốc gia ALBA sử dụng tiền tệ mới Sucre thay cho đô la Mỹ.